# Golden Hawks
Die Golden Hawks (dt. übersetzt: die Goldenen Falken) waren ein Kunstflugteam der Royal Canadian Air Force (RCAF), das im Jahr 1959 gegründet wurde.

## Geschichte
Anlass für die Gründung des Kunstflugteams war der 35. Jahrestag der RCAF und der „Goldene 50. Jahrestag“ der kanadischen Fliegerei. Zunächst wurde ein Team mit sechs Flugzeugen des Typs North American F-86 Sabre unter der Bezeichnung Golden Hawks aufgestellt. Die von Squadron Leader Fern Villeneuve geführte Gruppe bestand ursprünglich aus acht Piloten und sollte für ein Jahr existieren. Die in der Turniersaison 1959 erlangte Beliebtheit sorgte jedoch dafür, dass die Golden Hawks für das Jahr 1960 unter dem Kommando von Wing Commander Jack Allan wiederhergestellt wurden. Weiterhin wurde die Führung durch S/L Villeneuve übernommen, während sich die Piloten aus Flight Lieutenant James McCombe, Flight Lieutenant Edward Rozdeba, Flight Lieutenant Jeb Kerr, Flight Lieutenant Ralph Annis, Flight Lieutenant Sam Eisler, F/A Jim Holt und F/A William (Bill) Stewart zusammensetzten.
1961 wurde Flight Lieutenant McCombe zum Anführer des Teams. Grund war der durch eine Heirat bedingte Ausstieg von Villeneuve. Dieser und der Ausstieg von F/A Price waren jedoch von vornherein geplant: Gemäß den Regeln der Golden Hawks durften unverheiratete Männer maximal drei, verheiratete Männer maximal zwei Jahre Mitgliedschaft aufweisen. Zwei Todesfälle änderten die Zusammensetzung der Mannschaft: F/A John T. Price trat den Hawks nach Ableben von F/A Eisler im Jahr 1959 bei und übernahm die Rolle des zweiten Solisten. Nachdem Flight Lieutenant Kerr bei einem Unfall in Calgary ums Leben gekommen war, übernahm F/A John T. Price seine Soloposition. F/A Stewart war den Zuschauern wegen seiner Rolle als Lead-Solo und seiner Low-Level-Kunstflüge in bleibender Erinnerung geblieben. Die Golden Hawks setzten ihre Vorführungen für drei weitere Saisons fort, bis sie am 7. Februar 1964 schließlich aus finanziellen Gründen aufgelöst wurden. Ihre Bilanz belief sich auf 317 Shows in ganz Nordamerika.
Das Erbe der Golden Hawks lebt mit den Canadian Forces Snowbirds und dem Hawk Solo Demonstration Team weiter. Letzteres wurde als Vintage Wings of Canada im Jahr 2009 anlässlich des 100. Jahrestages des Motorfluges in Kanada gegründet.

## Zwischenfälle

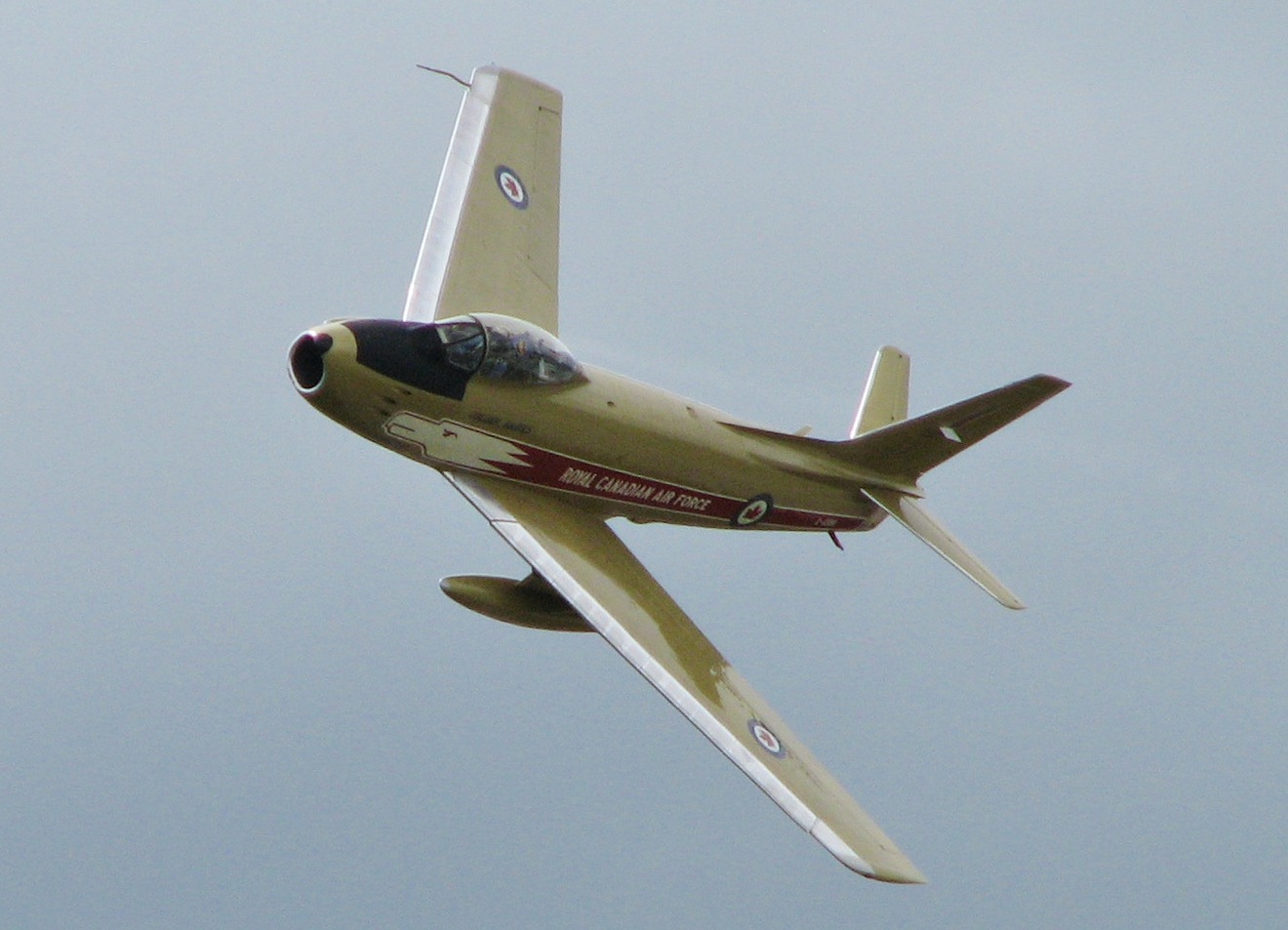
Hawk One an der Portage-la-Prairie airshow, 2009

- 12. März 1959: Eine Golden Hawks Sabre stürzte in einem Waldgebiet in der Nähe der RCAF-Basis Chatham beim Üben ab, Flight Lieutenant Sam Eisler starb dabei.
- 10. August 1959: Eine Golden Hawks Sabre im Landeanflug auf den Calgary International Airport kollidierte mit einer Piper Pacer etwa zwei Meilen westlich vor dem Flughafen. Der Sabre-Pilot Flight Lieutenant Jeb Kerr und die zwei Insassen der Pacer wurden getötet. Die Pacer war unberechtigt in die Kontrollzone eingedrungen.[6]
- 21. Juni 1959: Eine Solo Golden Hawk Sabre, geflogen von Flight Lieutenant J. T. Price, wurde von einem Vogel über Bedford Basin, Halifax, Nova Scotia getroffen, was die Windschutzscheibe und das Kabinendach zerschmetterte. Obwohl das Pilotenhelmvisier abgerissen wurde und seine Sehfähigkeit vorübergehend beeinträchtigt war, war Flight Lieutenant Price in der Lage, sicher mit Hilfe von Flight Lieutenant RH Annis, des anderen Solopiloten, zu landen.
- 22. Februar 1961: Golden-Hawks-Sabre-Pilot F/A Jim McCann wurde während eines Trainings getötet, nachdem der rechte Flügel seines Flugzeugs bei einer Kollision mit einer anderen Sabre schwer beschädigt wurde.
- April 1961: Golden-Hawks-Pilot F/A Bill Stewart musste während eines Trainings in der Nähe von Chatham aufgrund einer Motorfehlfunktion einen Schleudersitzausstieg in geringer Höhe ausführen.

## Erhaltene Flugzeuge

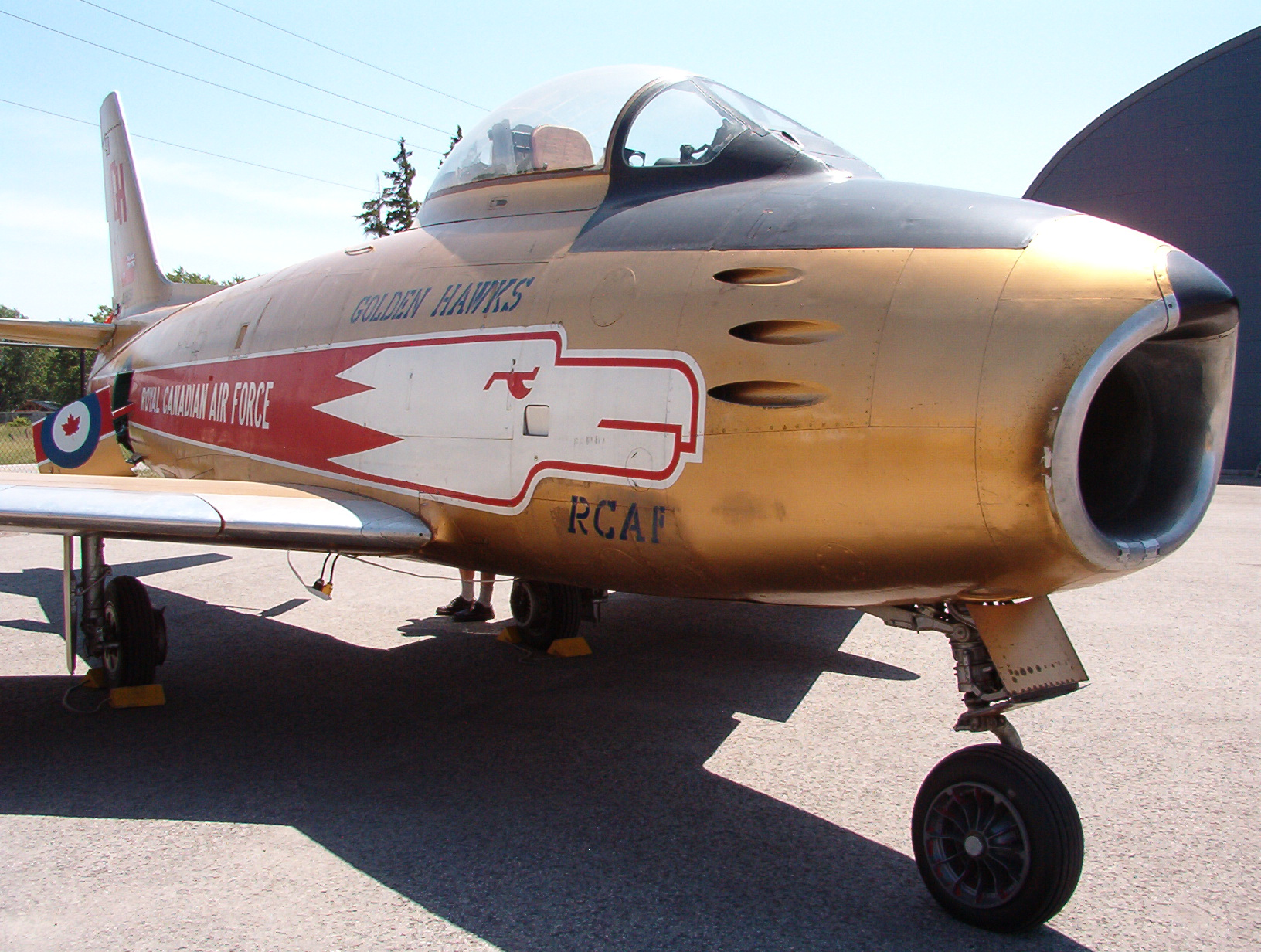
Golden Hawk Sabre displayed im Canadian Warplane Heritage Museum, Hamilton, Ontario

Originalflugzeuge der Golden Hawks werden an mehreren Standorten, darunter die Canadair Sabre 6 Nummer 23651 im Canadian Warplane Heritage Museum in Mount Hope, Ontario, ausgestellt.
Der Golden Hawks Sabre 6 ist eine Leihgabe vom Canada Aviation and Space Museum und ist mit Plexiglas-Panels auf der Backbordseite modifiziert. Sabre 6 Nummer 23651 wurde im Jahr 1956 gebaut, flog im Ausland mit der NATO und in Kanada mit den Golden Hawks. Er wurde dem Canada Aviation and Space Museum im Jahr 1964 übergeben. Das National Air Force Museum of Canada hat eine Golden Hawks Canadair Sabre 6 (Nummer 23641), die früher auf einem Mast am CFB Mountain montiert war, und ist nun im Display a CFB Trenton, Ontario.
Canadian Sabre 5 Nummer 23355, die von den Golden Hawks geflogen wurde, ist in der Ausstellung im Atlantic Canada Aviation Museum in Halifax, Nova Scotia, nachdem sie ursprünglich im Jahr 1986 als Gate-Guardr an der ehemaligen CFB Chatham ausgestellt war. James McCombe, ehemaliger Leader bei den Golden Hawks, war ein Freiwilliger im Museum, der die Flugzeugrestaurierung unterstützte. Eine Canadair Sabre 5 (Nummer 23042), die mit den Golden Hawks flog, ist in der Ausstellung des Technikmuseum Speyer (Rheinland-Pfalz), Deutschland.
Im Jahr 2009 wurde das Golden-Hawks-Unterstützungsflugzeug Canadair T-33 „133.500“ vom Jet Aircraft Museum erworben.
Das Golden-Hawks-Flugzeug mit der Seriennummer 23053 ist beim Zwick’s Park in Belleville, Ontario ausgestellt.

## Ehrungen und Auszeichnungen
In Oakville (Ontario), ist die 540 Golden Hawks Royal Canadian Air Cadet Squadron nach dem Kunstflugteam benannt.
Nach ihrer Gründung im Jahr 1951 entschied sich das Geschwader, die kanadische Bundesregierung im Jahr 1964 in einer Petition anzufragen, um den Namen und die Identität der Golden Hawks als Eigennamen zu übernehmen. Das Department of National Defence erteilte die Erlaubnis im Jahr 1968, und seit dieser Zeit ist die 540 RCAC Squadron „stolz darauf, den offiziellen Namen Golden Hawks zu tragen“.
Bei der ehemaligen Heimatbasis der Golden Hawks hat das Junioren-A-Hockey-Team in Trenton, Ontario, seinen Namen von den Golden Hawks. Das Symbol des Teams ist ein Sabre-Jet-Umriss in Gold.
Ebenso haben die Chatham-Kent Secondary School Sport-Teams, dem ersten Sitz der Kunstflugstaffel, alle den Namen Golden Hawks.
Im Jahr 2009 hatte die  Hawk One, eine komplett renovierte Canadair Sabre 5 (Nummer 23314) in Golden-Hawk-Farben, im Besitz von der Vintage Wings of Canada, dazu beigetragen, die Centennial of Flight in Kanada zu feiern. Hawk One macht nach wie vor bei Air Shows und flypasts in ganz Kanada mit.